# Alexander Maes (voetballer)
Alexander Maes (Genk, 26 maart 1992) is een Belgisch voetballer die sinds februari 2022 uitkomt voor RC Hades. Maes is een middenvelder.

## Carrière

### Jeugd en begin carrière
Maes zette zijn eerste voetbalstappen bij het lokale AA Rekem, een amateurclub gelegen in Lanaken. Op twaalfjarige leeftijd maakte hij de overstap naar de jeugd van profclub Standard Luik. Hier doorliep hij alle jeugdploegen , Maes slaagde er echter niet in de stap naar het eerste elftal te zetten. In 2012 zette hij de stap naar het Nederlandse Willem II, hij ging hier op amateurbasis spelen. Maes kwam hier echter niet aan spelen toe en op 27 oktober 2012 besloot hij om de club te verlaten. In december 2012 werd bekend dat hij vanaf 2013 zou uitkomen voor Lommel United, dat hem als transfervrije speler binnenhaalde. Hij maakte zijn debuut voor de club tegen Antwerp FC. Hij speelde dat seizoen uiteindelijk negen wedstrijden.

### Amateurvoetbal
Voor aanvang van het seizoen 2013/14 besloot hij om een serieuze stap terug te zetten en zich aan te sluiten bij RC Hades uit Hasselt dat toen uitkwam in de vierde nationale. Hier was Maes twee seizoenen actief waarna hij voor aanvang van het seizoen 2015/16 de overstap maakte naar Cappellen FC dat één divisie hoger uitkwam. Bij Cappellen groeide hij uit tot de absolute sterkhouder van zijn team die ook zeer belangrijk was op het vlak van doelpunten en assists.

### Beerschot Wilrijk
Op 11 februari 2016 maakte KFCO Beerschot Wilrijk bekend dat Maes vanaf het seizoen 2016/17 voor hen zal uitkomen, hij tekende een contract bij de club voor 1 jaar met optie op nog een bijkomend jaar. Ook bij Beerschot Wilrijk groeide Maes uit tot een sterkhouder en in zijn eerste seizoen bij de club werd meteen de promotie naar Eerste klasse B behaald, het op een na hoogste niveau in België. Ook in eerste klasse B bleef Maes basisspeler bij Beerschot-Wilrijk, hij schopte het met de club zelfs tot in de finalewedstrijden voor promotie, deze werden over twee matchen echter verloren tegen Cercle Brugge. Op 29 maart 2018 tekende hij een nieuw driejarig contract bij de club. Ook in het seizoen 2018/19 kwalificeerde hij zich met de club voor de finalewedstrijden voor promotie, opnieuw werd er echter verloren, ditmaal tegen KV Mechelen. Het seizoen slaagde Beerschot er wél in om te promoveren.
Eind september 2020 werd het contract van Maes bij Beerschot eenzijdig verbroken. Maes speelde 130 officiële wedstrijden voor Beerschot.

### FC Argeș Pitești
In oktober 2020 vond Maes onderdak bij de Roemeense eersteklasser FC Argeș Pitești.

### Lierse Kempenzonen
In de zomer van 2021 ruilde Maes het Roemeense FC Argeș Pitești voor Lierse Kempenzonen. Maes werd benoemd tot aanvoerder en begon met enkele sterke prestaties aan de competitie in Eerste klasse B. De goede prestaties van Lierse en Maes namen echter snel af, en coach Tom Van Imschoot kwam onder druk te staan. Maes kreeg kort na de winterstop een disciplinaire schorsing opgelegd, nadat hij gepoogd had de positie van coach Tom Van Imschoot aan het wankelen te brengen. Hij werd naar de B-kern verwezen, waar hij enkele weken zijn conditie onderhield. Op 31 januari 2022, de laatste dag van de transferperiode, werd in onderling overleg het contract van Maes ontbonden. Als vrije speler tekende Maes diezelfde dag nog bij zijn oude club RC Hades waar hij van 2013 tot 2015 speelde.

## Statistieken
| Seizoen         | Club                  | Competitie             | Competitie | Competitie | Beker | Beker | Totaal | Totaal |
| Seizoen         | Club                  | Competitie             | Wed.       | Dlp.       | Wed.  | Dlp.  | Wed.   | Dlp.   |
| --------------- | --------------------- | ---------------------- | ---------- | ---------- | ----- | ----- | ------ | ------ |
| 2012/13         | Willem II             | Eredivisie             | 0          | 0          | 0     | 0     | 0      | 0      |
| 2012/13         | Lommel United         | Tweede klasse          | 9          | 0          | 0     | 0     | 9      | 0      |
| 2013/14         | RC Hades              | Vierde klasse C        | 28         | 9          | 1     | 0     | 29     | 9      |
| 2014/15         | RC Hades              | Vierde klasse C        | 12         | 7          | 1     | 0     | 13     | 7      |
| 2015/16         | Cappellen FC          | Derde klasse B         | 34         | 15         | 0     | 0     | 34     | 15     |
| 2016/17         | FCO Beerschot Wilrijk | Eerste klasse amateurs | 34         | 7          | 1     | 0     | 35     | 7      |
| 2017/18         | FCO Beerschot Wilrijk | Eerste klasse B        | 36         | 4          | 2     | 0     | 38     | 4      |
| 2018/19         | FCO Beerschot Wilrijk | Eerste klasse B        | 31         | 1          | 3     | 0     | 34     | 1      |
| 2019/20         | FCO Beerschot Wilrijk | Eerste klasse B        | 21         | 1          | 1     | 0     | 22     | 1      |
| 2020/21         | FCO Beerschot Wilrijk | Eerste klasse A        | 1          | 0          | 0     | 0     | 1      | 0      |
| 2020/21         | FC Argeș Pitești      | Liga 1                 | 13         | 1          | 0     | 0     | 13     | 1      |
| 2021/22         | Lierse Kempenzonen    | Eerste klasse B        | 15         | 2          | 2     | 0     | 17     | 2      |
| Carrière totaal | Carrière totaal       | Carrière totaal        | 234        | 47         | 11    | 0     | 245    | 47     |

## Interlandcarrière
Hij werd in het verleden opgeroepen voor verschillende jeugdploegen van het Belgisch voetbalelftal.
| Nationale ploeg | wedstrijden | Goals |
| --------------- | ----------- | ----- |
| België –15      | 3           | 0     |
| België –16      | 9           | 1     |
| België –17      | 13          | 1     |
| België –18      | 13          | 1     |
| België –19      | 4           | 0     |
| Totaal          | 42          | 3     |